# Александров, Анатолий Александрович (музыкант)
Анато́лий Алекса́́ндрович Алекса́ндров (30 января 1918, Яныш, Казанская губерния — 10 ноября 1969, Москва) — советский кларнетист, солист БСО Центрального телевидения и Всесоюзного радио и симфонического оркестра Московской филармонии, заслуженный артист Чувашской АССР (1967).

## Биография
Анатолий Александров окончил Московскую консерваторию по классу Александра Володина в 1952 году. С 1948 по 1958 год был солистом большого симфонического оркестра Центрального телевидения и Всесоюзного радио, с 1958 года — солист академического симфонического оркестра Московской филармонии.
Народный артист СССР композитор Георгий Свиридов отзывался об Александрове так: 
Это прекрасный музыкант, виртуозно владеющий богатой и разнообразной техникой своего инструмента, обладающий красивым, выразительным звуком.
 В 1964 году Анатолий Александров составил сборник оркестровых трудностей для кларнета из симфоний Шостаковича, в 1965 — такой же сборник из сочинений Прокофьева.
В 1967 году ему было присвоено почётное звание заслуженного артиста Чувашской АССР.

## Награды и звания
- Дипломант Всесоюзного конкурса музыкантов-исполнителей (1941)
- Заслуженный артист Чувашской АССР (1967)